# Maya Gabeira

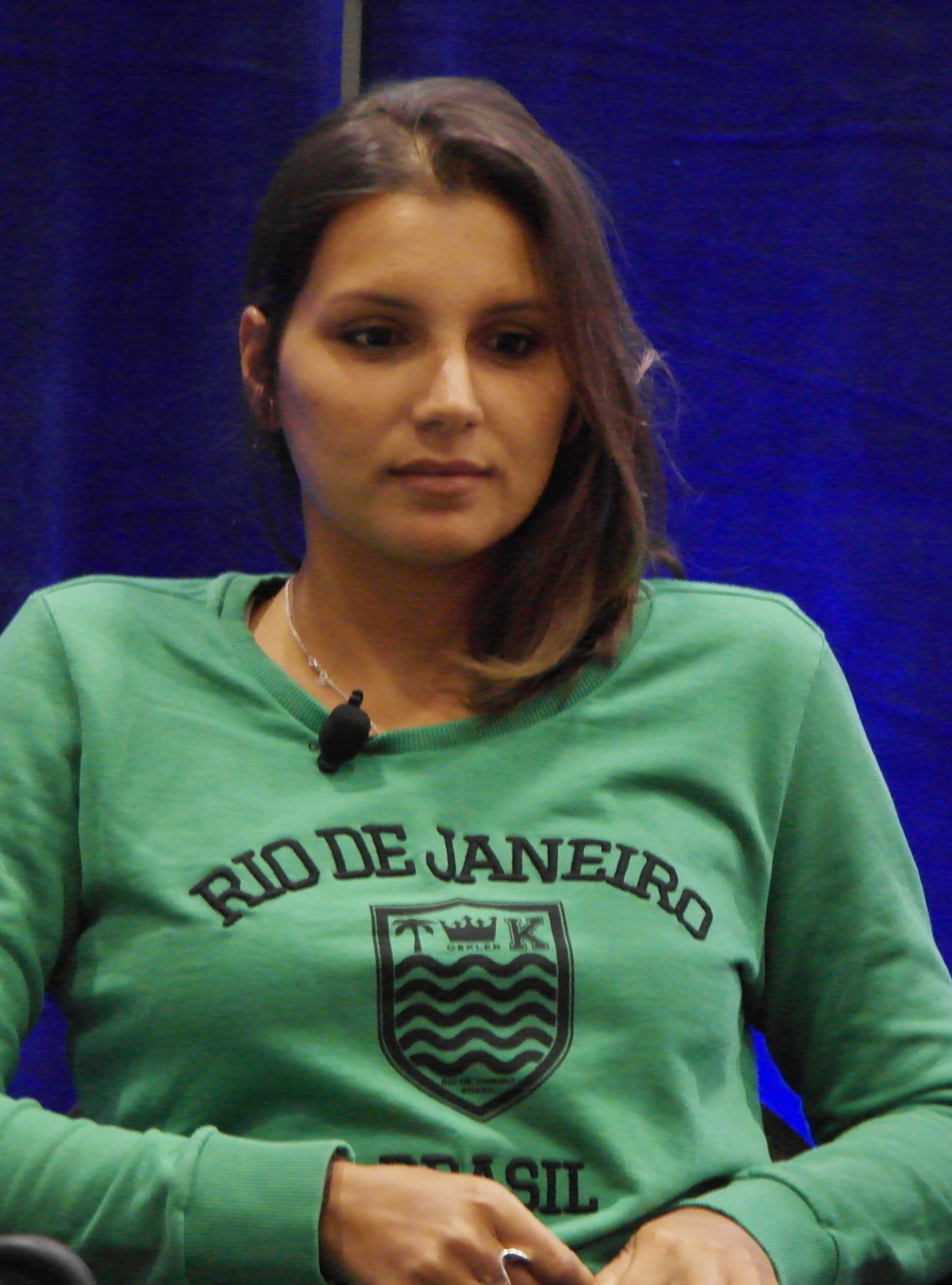
Maya Gabeira (2014)

Maya Gabeira (* 10. April 1987 in Rio de Janeiro) ist eine brasilianische Profi-Surferin. Sie zählt zu den besten Big-Wave-Surferinnen weltweit.

## Biographie
Maya Gabeiras Vater ist Fernando Gabeira, Gründungsmitglied der brasilianischen Grünen Partei Partido Verde und ehemaliges Mitglied einer Guerilla-Gruppe.
2009 gewann Gabeira, die erst mit 14 Jahren zu surfen begonnen hatte, den ESPY-Award in der Kategorie „Best Female Action Sports Athlete“. Maya Gabeira gewann außerdem fünfmal in Folge den Billabong-XXL-Award in der Kategorie „Girls Best Overall Performance“. Im selben Jahr bezwang sie in Dungeons, Südafrika, eine 46 Fuß (14 Meter) hohe, die höchste jemals von einer Frau gesurfte Welle.
Von 2010 bis 2013 war die Brasilianerin mit dem australischen Schauspieler Jesse Spencer liiert.
Im Oktober 2013 trieb Gabeira nach einem Sturz in einer Riesenwelle bei Nazaré vor der portugiesischen Küste leblos auf dem Wasser, konnte aber erfolgreich wiederbelebt werden.
Am 13. Januar 2018 bezwang Gabeira an derselben Stelle eine 68 Fuß (20,72 Meter) hohe Welle und stellte damit erneut einen Rekord für die höchste jemals von einer Frau gesurfte Welle auf. Sie erhielt dafür einen Eintrag im Guinness Book of Records.
Am 11. Februar 2020 surfte sie eine 73,5 Fuß (22,40 Meter) hohe Welle, womit sie ihren vorherigen Weltrekord übertraf.